# ロディ・ドイル

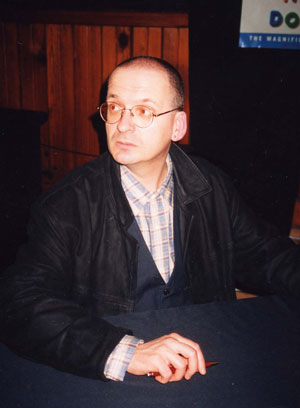
ロディ・ドイル

ロディ・ドイル（Roddy Doyle, 1958年5月8日 - ）は、アイルランドのダブリン出身の小説家・劇作家。ユニバーシティ・カレッジ・ダブリンを卒業後、英語と地理の教師となる。1993年の「パディ・クラーク ハハハ」でブッカー賞を受賞している。

## 日本語で読める作品
- 「バリータウン3部作」 The Barrytown Trilogy:
  - おれたち、ザ・コミットメンツ The Commitments （集英社）
    - 『ザ・コミットメンツ』としてアラン・パーカー監督により映画化。ドイルは共同脚本も担当。

  - スナッパー The Snapper （キネマ旬報社）
    - 『スナッパー』としてスティーブン・フリアーズ監督により映画化。ドイルは脚本も担当。

  - ヴァン The Van （キネマ旬報社）
- パディ・クラーク ハハハ Paddy Clarke Ha Ha Ha （キネマ旬報社）
- サッカー狂時代 （キネマ旬報社）
- ポーラ - ドアを開けた女 The Woman Who Walked Into Doors （キネマ旬報社）
- 星と呼ばれた少年 A Star Called Henry （ソニーマガジンズ）